# Talpa neagui
{{#ifeq:0|0|{{#if:Talpa neagui|{{#if:|[[]}}|[[]]}}}}
Talpa neagui — вид комахоїдних ссавців кротових (Talpidae). Скам'янілі рештки представляють пліоцен Румунії (2 колекції). Типовий екземпляр: LPUB Br001, набір посткраніальних (плечова кістка зламана дистально).